# Molophilus (Molophilus) gladiator
Molophilus (Molophilus) gladiator is een tweevleugelige uit de familie steltmuggen (Limoniidae). De soort komt voor in het Australaziatisch gebied.